# Glenn Morshower

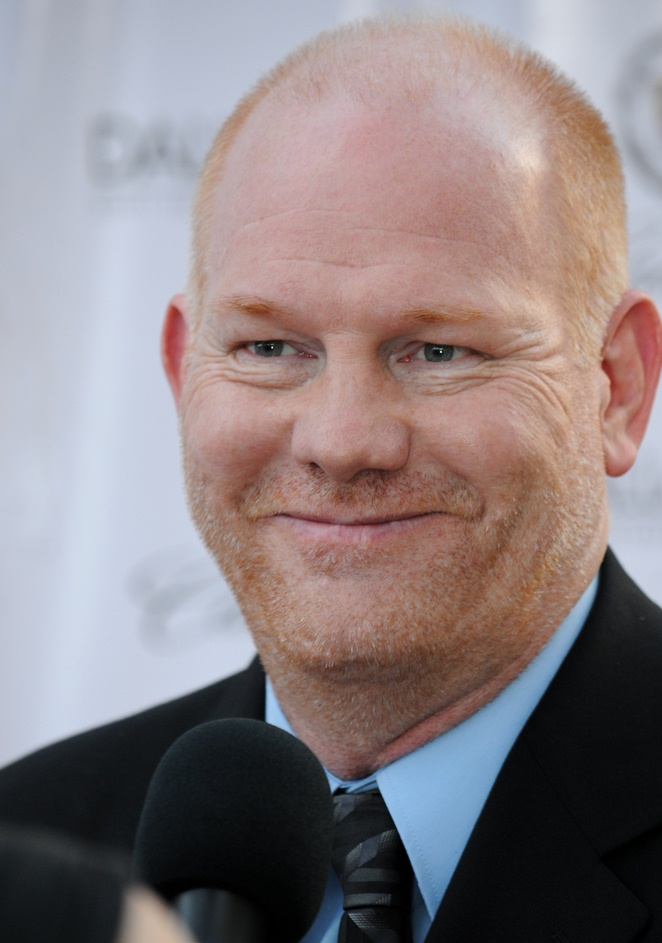
Glenn Morshower (2009)

Glenn Morshower (* 24. April 1959 in Dallas, Texas) ist ein US-amerikanischer Schauspieler. Er wurde bekannt durch seine Rolle als Secret-Service-Agent Aaron Pierce in dem Echtzeit-Fernsehdrama 24.

## Leben
Glenn Morshower begann seine Schauspielkarriere im Alter von 12 Jahren am Dallas Theater Center. Mit 15 Jahren fing er an Werbesendungen zu drehen und mit 16 spielte er in Drive-In seine erste Rolle in einem Spielfilm. Nachdem er 1977 an der Hillcrest High School abgeschlossen hatte, zog es ihn nach Hollywood. 1978 heiratete er Carolyn, mit der er zwei erwachsene Kinder hat. Er ist außerdem ein Freund von Dennis Haysbert, der eine Hauptrolle in der Serie 24 spielte.
In der Zwischenzeit hatte er Auftritte in mehreren bekannten Blockbuster-Filmen, in denen er vor allem Militär- und Geheimdienstpersonen verkörperte.
Glenn Morshower hatte Gastrollen in vielen Fernsehserien, u. a. in Ein Duke kommt selten allein, Matlock, Zurück in die Vergangenheit, Raumschiff Enterprise: Das nächste Jahrhundert, Criminal Minds, New York Cops – NYPD Blue, Akte X, Millennium, Babylon 5, Star Trek: Raumschiff Voyager, King of the Hill, Buffy – Im Bann der Dämonen, JAG – Im Auftrag der Ehre, Alias – Die Agentin, Star Trek: Enterprise, Crossing Jordan – Pathologin mit Profil, Deadwood, Emergency Room – Die Notaufnahme, Navy CIS (als U-Boot Kapitän, Folge 1x07), The Closer und Full House.
Zusätzlich zu seinen Gastrollen in 3 Star-Trek-Serien, hatte er einen kurzen Auftritt in Star Trek: Treffen der Generationen. Außerdem hatte Glenn wiederkehrende Rollen in The West Wing – Im Zentrum der Macht, CSI: Den Tätern auf der Spur sowie in Atlanta Medical.

## Filmografie (Auswahl)
- 1976: Drive-In
- 1981: Tot & begraben (Dead & Buried)
- 1984: Das Philadelphia Experiment (The Philadelphia Experiment)
- 1988: Defense Play – Mörderische Spiele (Defense Play)
- 1989: 84 Charlie Mopic (84C MoPic)
- 1992: Alarmstufe: Rot (Under Siege)
- 1992: Baywatch – Die Rettungsschwimmer von Malibu (Baywatch, Folge 2x13: Alte Liebe)
- 1993: Ambush in Waco: In the Line of Duty
- 1993: 12:01
- 1994: Star Trek: Treffen der Generationen (Star Trek Generations)
- 1997: Deadly Speed – Todesrennen auf dem Highway (Runaway Car, Fernsehfilm)
- 1997: Air Force One
- 1998: Godzilla
- 1998: Akte X – Die unheimlichen Fälle des FBI (The X-Files, Fernsehserie: Folge 5x17 Alle Seelen)
- 2001: Pearl Harbor
- 2001: Black Hawk Down
- 2001–2009 24 (Fernsehserie, 49 Folgen)
- 2002: Blood Work
- 2003: Gacy
- 2003: The Core – Der innere Kern (The Core)
- 2004: Emergency Room – Die Notaufnahme (ER, Fernsehserie, Folge 11x05 Intern’s Guide to the Galaxy)
- 2004: The Last Shot – Die letzte Klappe (The Last Shot)
- 2004: Category 6 – Der Tag des Tornado (Category 6: Day of Destruction, Fernsehfilm)
- 2005: Good Night, and Good Luck.
- 2005: Hostage – Entführt (Hostage)
- 2005: Die Insel (The Island)
- 2005: Charmed – Zauberhafte Hexen (Fernsehserie, 2 Folgen)
- 2006: Im Fadenkreuz II – Achse des Bösen (Behind Enemy Lines II: Axis of Evil)
- 2006: Das Spiel der Macht (All the King’s Men)
- 2007: Transformers
- 2008: Grizzly Park
- 2009: Fire from Below – Die Flammen werden dich finden (Fire from Below)
- 2009: Transformers – Die Rache (Transformers: Revenge of the Fallen)
- 2009: Männer, die auf Ziegen starren (The Men Who Stare at Goats)
- 2011: X-Men: Erste Entscheidung (X-Men: First Class)
- 2011: Transformers 3 (Transformers: Dark of the Moon)
- 2011: Die Kunst zu gewinnen – Moneyball (Moneyball)
- 2012: Hawaii Five-0 (Fernsehserie, Folge 2x22 Ua Hopu)
- 2012–2013: Dallas (Fernsehserie, 10 Folgen)
- 2013: Revolution (Fernsehserie, 4 Folgen)
- 2013: After Earth
- 2013: Parkland
- 2013: Castle (Fernsehserie, Folge 6x02)
- 2014: Wild Card – Eine Nacht in Las Vegas (Wild Card)
- 2015–2016: Supergirl (Fernsehserie, 4 Folgen)
- 2015–2016: Bloodline (Fernsehserie, 10 Folgen)
- 2017: Transformers: The Last Knight
- 2017: Vendetta – Alles was ihm blieb war Rache (Aftermath)
- 2018: Philip K. Dick’s Electric Dreams (Fernsehserie, Folge 1x07)
- 2018: Unser größter Weihnachtswunsch (Every Other Holiday, Fernsehfilm)
- 2018–2022: Atlanta Medical (Fernsehserie, 25 Folgen)
- 2024: Nach dem Attentat (Manhunt, Miniserie, 7 Folgen)

## Computerspiele
- 2009: Call of Duty: Modern Warfare 2 (Stimme)
- 2011: Battlefield 3 (Stimme, Aussehen)
- 2022: Call of Duty: Modern Warfare II (Stimme, Aussehen)
- 2023: Call of Duty: Modern Warfare III (Stimme, Aussehen)